# USS Kwajalein (CVE-98)
USS Kwajalein (CVE-98) là một tàu sân bay hộ tống lớp Casablanca được Hải quân Hoa Kỳ chế tạo trong Chiến tranh Thế giới thứ hai; tên nó được đặt theo đảo san hô Kwajalein thuộc quần đảo Marshall, nơi diễn ra Trận Kwajalein vào tháng 1-tháng 2 năm 1944. Kwajalein đã hoạt động cho đến hết Thế Chiến II, xuất biên chế năm 1946 và bị bán để tháo dỡ năm 1961. Nó được tặng thưởng hai Ngôi sao Chiến trận do thành tích phục vụ trong Thế Chiến II.

## Thiết kế và chế tạo
Con tàu được đặt lườn như là chiếc Bucareli Bay tại Xưởng tàu Vancouver của hãng Kaiser Company, Inc. ở Vancouver, Washington. Nó được hạ thủy vào ngày 4 tháng 5 năm 1944; được đỡ đầu bởi bà Rudolf L. Johnson; rồi được hải quân sở hữu và nhập biên chế vào ngày 7 tháng 6 năm 1944 dưới quyền chỉ huy của Hạm trưởng, Trung tá Hải quân R. C. Warrack.

## Lịch sử hoạt động
Sau khi hoàn tất chạy thử máy dọc theo vùng bờ Tây, Kwajalein khởi hành từ San Pedro, California vào ngày 19 tháng 7 năm 1944 để hướng sang Espiritu Santo, chở theo hàng hóa là máy bay thay thế và nhiên liệu cùng hành khách. Đến nơi vào ngày 3 tháng 8, nó lên đường bốn ngày sau đó để vận chuyển máy bay đến Guam, rồi đón nhận hàng hóa là những thiết bị Nhật Bản trục vớt được nhằm nghiên cứu tình báo tại Hoa Kỳ.
Sau khi được sửa chữa tại San Diego, Kwajalein lên đường vào ngày 7 tháng 10 để hoạt động như một tàu sân bay tiếp liệu. Nó chất lên tàu máy bay sẵn sàng chiến đấu tại đảo Manus rồi lên đường đi Eniwetok vào ngày 5 tháng 11, nơi nó cung cấp máy bay thay thế cho Lực lượng Đặc nhiệm 38 khi họ chuẩn bị không kích xuống Manila và Visayas. Tiếp tục hoạt động từ Ulithi, con tàu hỗ trợ cho các tàu sân bay hạm đội trong nỗ lực đánh đuổi quân Nhật khỏi Philippines. Sang tháng 1 năm 1945, nó lại cung cấp máy bay thay thế trong chiến dịch không kích xuống Đài Loan và bờ biển phía Nam Trung Quốc. Con tàu quay trở về San Diego vào ngày 23 tháng 2 để đại tu và tiếp nhận thêm máy bay, rồi tiếp nối hoạt động vào ngày 9 tháng 3.
Từ tháng 3 đến tháng 8, Kwajaleinđã vận chuyển ba lượt máy bay thay thế từ Trân Châu Cảng đến khu vực Tây Thái Bình Dương, giúp cho các tàu sân bay hạm đội có được sức mạnh không quân tối đa trong các đợt không kích xuống các đảo chính quốc Nhật Bản. Sau khi Nhật Bản đầu hàng kết thúc cuộc xung đột vào ngày 15 tháng 8, nó được giao nhiệm vụ hồi hương những cựu chiến binh từ Mặt trận Thái Bình Dương trở về Hoa Kỳ, trong khuôn khổ Chiến dịch Magic Carpet. Nó thực hiện bốn chuyến đi đến các đảo Thái Bình Dương, trước khi quay trở về San Pedro vào ngày 2 tháng 2 năm 1946 sau chuyến Magic Carpet cuối cùng. Nó khởi hành từ vịnh San Pablo vào ngày 23 tháng 4 để đi Mukilteo, Washington, đến nơi ba ngày sau đó.
Kwajalein được cho xuất biên chế tại Tacoma, Washington vào ngày 16 tháng 8 năm 1946, và gia nhập Hạm đội Dự bị Thái Bình Dương. Tên nó được cho rút khỏi danh sách Đăng bạ Hải quân vào ngày 1 tháng 4 năm 1960, và con tàu bị tháo dỡ tại Nhật Bản một năm sau đó.

## Phần thưởng
Kwajalein được tặng thưởng hai Ngôi sao Chiến trận do thành tích phục vụ trong Thế Chiến II.